# Phytomyza cana
Phytomyza cana este o specie de muște din genul Phytomyza, familia Agromyzidae, descrisă de Ryden în anul 1954.
Este endemică în Sweden. Conform Catalogue of Life specia Phytomyza cana nu are subspecii cunoscute.